# Un cottage dans le Dartmoor
Pour plus de détails, voir Fiche technique et Distribution.
Un cottage dans le Dartmoor (titre original : A Cottage on Dartmoor) est un film britannique-film suédois réalisé par Anthony Asquith, sorti en 1929.

## Synopsis
Joe vient de s'évader de prison et fuit dans la lande. Pendant ce temps, dans un cottage tout proche, Sally met son enfant au lit. Lorsqu'elle entend l'alarme sonner à la prison voisine, elle descend au rez-de-chaussée et se trouve face à face avec Joe. Elle le reconnaît et hurle de peur.
Quelque temps auparavant, Joe et Sally travaillaient dans le même salon de coiffure et il était secrètement amoureux d'elle. Un jour, Harry, un fermier de la région, entra dans le salon et lui et Sally tombèrent amoureux. Joe en devint tellement jaloux qu'un jour il essaya d'égorger Harry avec un rasoir.
Joe, après son évasion, a volontairement choisi de retrouver Sally et Harry dans leur maison. Elle tente de fuir, mais elle rencontre les gardiens de prison. Joe est prêt à se rendre, mais Sally refuse de le dénoncer. Elle se rend dans la chambre du bébé où elle a caché Joe, ce dernier lui demande alors de lui pardonner. Harry, de retour chez lui, se rend à l'étage et découvre Joe. Il accepte cependant, à la demande de Sally, de ne pas prévenir les gardiens à la recherche du prisonnier. Joe peut alors s'échapper, vêtu d'un manteau que lui donne Sally. Mais, lorsqu'il trouve une photo de Sally dans sa poche, il revient vers le cottage où il est abattu par les gardiens. Il meurt alors dans les bras de Sally.

## Fiche technique
- Titre original : A Cottage on Dartmoor
- Titre français : Un cottage dans le Dartmoor
- Réalisation : Anthony Asquith
- Scénario : Anthony Asquith, d'après une histoire de Herbert Price
- Photographie : Stanley Rodwell, Axel Lindblom
- Direction artistique : Ian Campbell-Gray, Arthur Woods
- Producteur : H. Bruce Woolfe
- Société de production : British Instructional Films, Svensk Filmindustri
- Société de distribution : Pro Patria Films
- Pays d'origine :  Royaume-Uni |  Suède
- Langue originale : anglais
- Format : Noir et blanc  — 35 mm — 1,20:1 — Film muet
- Genre : Film dramatique
- Durée : 88 minutes
- Dates de sortie : 
  - Royaume-Uni : octobre 1929 (version muette)
  - Suède : 27 janvier 1930 (version muette)
  - Royaume-Uni : 17 août 1930 (version sonore)

## Distribution
- Hans Adalbert Schlettow : Harry
- Uno Henning : Joe
- Norah Baring : Sally
- Anthony Asquith : un homme avec des lunettes au cinéma